# Moje życie to nie komedia romantyczna
Moje życie to nie komedia romantyczna (fran. Ma vie n'est pas une comédie romantique) – francuska komedia z 2007 roku w reżyserii Marca Gibaja. Wyprodukowany przez Studio Canal Distribution.

## Opis fabuły
Thomas (Gilles Lellouche) marzy o wielkiej miłości. Ma 35 lat i wciąż jest sam. Na domiar złego musi zamieszkać z rodzicami. Na tej samej ulicy mieszka jego dawna przyjaciółka Florence (Marie Gillain). Jest już żoną i matką. Pewnego dnia oboje znów się spotykają, a ich życie zamienia się w romantyczną komedię.

## Obsada
- Marie Gillain jako Florence Baron
- Gilles Lellouche jako Thomas Walkowic
- Laurent Ournac jako Gros Bill
- Stéphanie Sokolinski jako Lisa
- Philippe Lefebvre jako Pascal
- Frédérique Bel jako sekretarka Super Gamer
- Raphaëline Goupilleau jako Rosie
- Vincent Bowen jako Lucas
- Mathias Jung jako Casque d'or
- Gérald Nguyen Ngoc jako Saddam Ulcère
- Martial Courcier jako Klingon
- Donatienne Dupont jako Sarah Potier
- Yeelem Jappain jako Cynthia
- Carmen Blanc jako Ginger
- Jason Cohen jako Kevin
- Julien Fall jako Dexter
- Sébastien de France jako Xavier